# Marcgraviastrum
Marcgraviastrum es un género  de plantas vasculares perteneciente a la familia Marcgraviaceae. Comprende 30 especies descritas y de estas, solo 15 aceptadas.

## Descripción
Son arbustos epífitos, hemiepífitos o bejucos. Hojas espiraladas, elípticas a obovadas u oblanceoladas, 7.5–12 (–15) cm de largo y 3–4.5 cm de ancho, ápice agudo a redondeado y mucronulado o retuso, base truncada o subredondeada a aguda, coriáceas. Inflorescencia un denso racimo umbeliforme, raquis 0.5–1.5 cm de largo, con 12–20 flores, pedicelos 4.5–6 cm de largo, flores 5-meras; nectarios sacciformes, 1–2 cm de largo, adheridos al 1/3 proximal del pedicelo.

## Taxonomía
El género fue descrito por (Wittm. ex Szyszył.) de Roon & S.Dressler y publicado en Botanische Jahrbücher für Systematik, Pflanzengeschichte und Pflanzengeographie 119(3): 332. 1997.
Etimología
Marcgraviastrum: nombre genérico que fue otorgado en honor del botánico Georg Marcgraf.

## Especies aceptadas
A continuación se brinda un listado de las especies del género Marcgraviastrum aceptadas hasta julio de 2015, ordenadas alfabéticamente. Para cada una se indica el nombre binomial seguido del autor, abreviado según las convenciones y usos.	
- Marcgraviastrum cuneifolium (Gardner) Bedell
- Marcgraviastrum delpinianum (Wittm.) Gir.-Cañas
- Marcgraviastrum gigantophyllum (Gilg) Bedell ex S. Dressler
- Marcgraviastrum glossostipum see de Roon, Adrianus Cornelius & Bedell
- Marcgraviastrum macrocarpum (G. Don) Bedell ex S. Dressler
- Marcgraviastrum mixtum (Triana & Planch.) Bedell
- Marcgraviastrum obovatum (Ruiz & Pav. ex G. Don) Bedell
- Marcgraviastrum pauciflorum de Roon & Bedell
- Marcgraviastrum pendulum (Lanj. & Heerdt) Bedell
- Marcgraviastrum sodiroi (Gilg) Bedell ex S. Dressler
- Marcgraviastrum subsessile (Benth.) Bedell